# 梁之舜
梁之舜（1920年—），男，广东佛山人，中国概率论与数理统计学家，曾任中山大学教授、博士生导师。